# St. Lorenz (Hirschendorf)

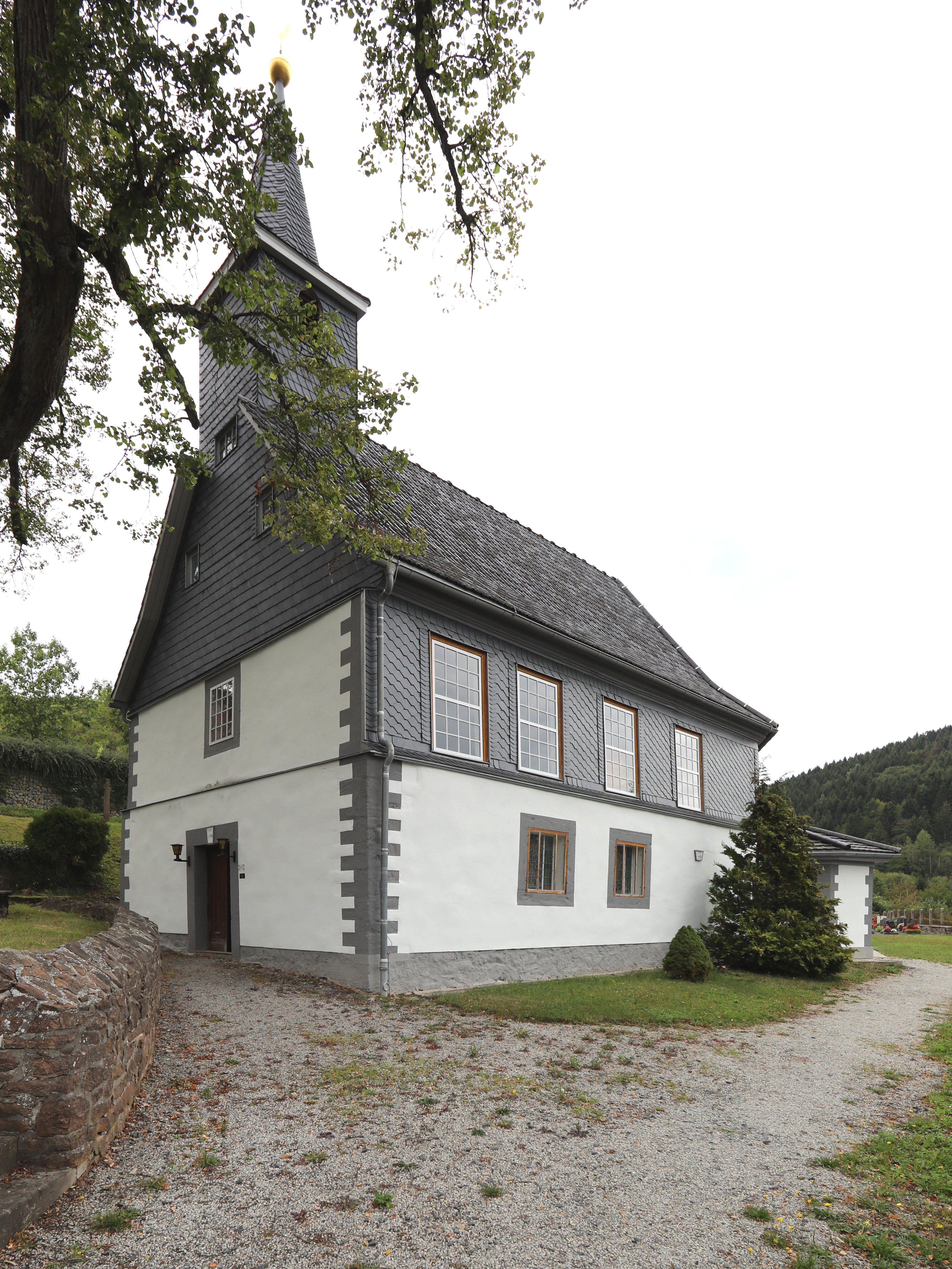
Evangelische St. Lorenzkirche

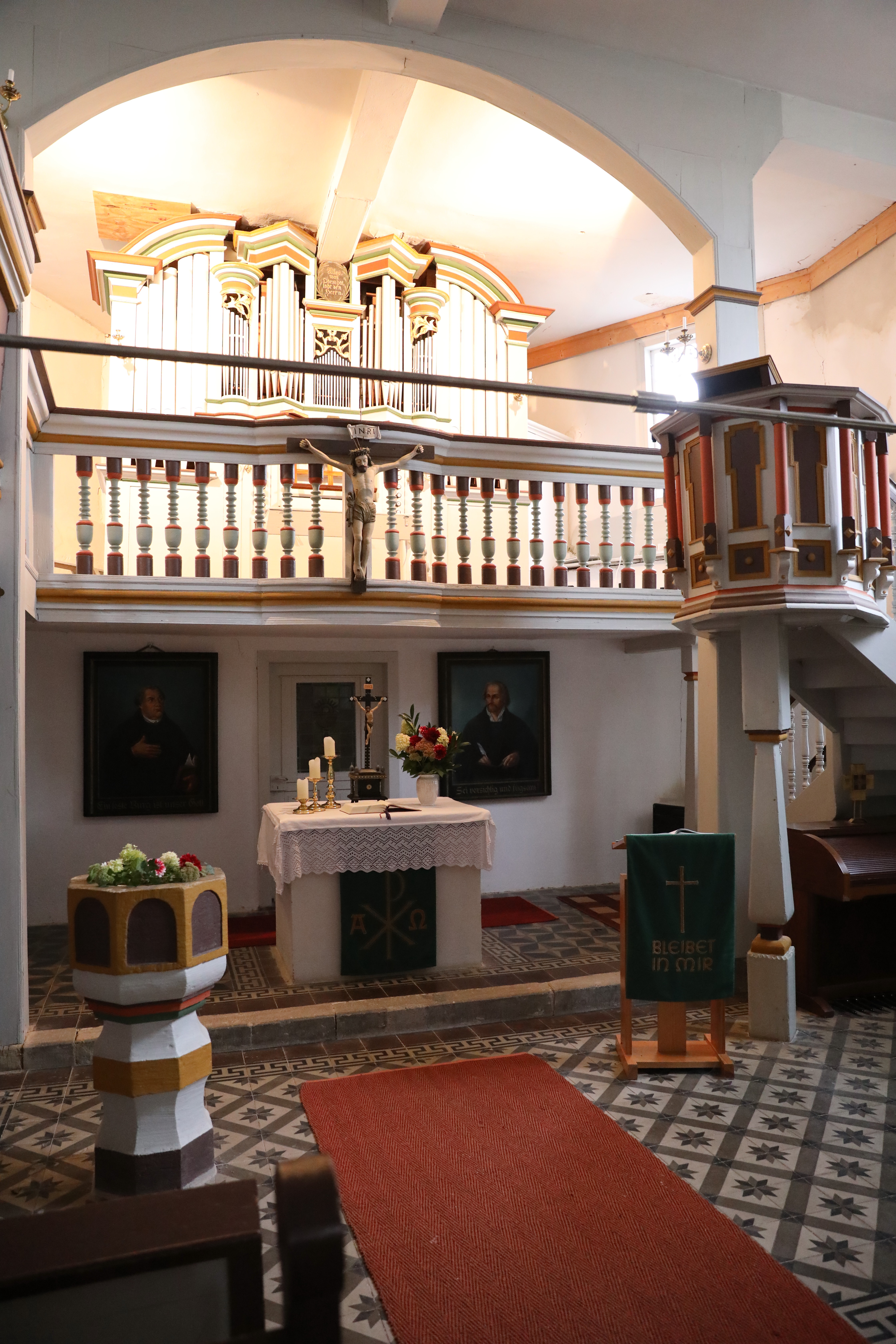
Altar, Orgel und Kanzel

Die denkmalgeschützte evangelisch-lutherische Dorfkirche St. Lorenz steht umgeben von einer hohen Linde und einer Steinmauer mit schmiedeeisernem Tor an einem Hang am Rande des Eisfelder Ortsteils Hirschendorf im Landkreis Hildburghausen in Thüringen.
Im Jahr 1499 wurde eine Kapelle in der Ortsmitte erwähnt, von der die 1717 oberhalb des Ortes am Friedhof als Holzbau errichtete Kirche den Namen St. Lorenz übernahm.
Der untere Teil das Kirchenschiffes ist ein Massivbau aus Steinquadern aus dem Jahr 1748. Darüber befindet sich Fachwerk sowie das ziegelgedeckte Dach. Über den Portalen tragen die Schlusssteine die Jahreszahl 1788. Der spitz auslaufende Kirchturm mit Kugel und Wetterhahn ist als Dachreiter ausgebildet. In ihm hängen zwei Stahlglocken, die große 1920 und die kleine 1957 gegossen.
Die Predigtkirche ist schlicht eingerichtet. Den Innenraum umgibt, unterbrochen von der Kanzel, eine eingeschossige Empore. Der Altar steht östlich im Raum mit einem Kruzifix mit Korpus aus dem 18. Jahrhundert. Über dem Altar befindet sich auf der Empore die Orgel mit neun Registern auf einem Manual und Pedal aus dem Jahr 1737. Es ist ein Werk von Johann Christian Dotzauer aus Hildburghausen.
Hinter dem Altar stellen Bilder Martin Luther und Philipp Melanchthon dar. Buntglasfenster mit biblischen Darstellungen wurden 1953 gestiftet. Der Taufstein stammt aus dem Ende des 16. Jahrhunderts und dürfte aus der Kapelle stammen. 2008 wurden das Dach und der Glockenturm saniert. Von 2015 bis 2016 wurde die Fassade instand gesetzt.
Ursprünglich gehörte die Kirche zum Eisfelder Kirchsprengel. 1903 wurde Hirschendorf nach Crock eingepfarrt und 2019 kam es nach Sachsenbrunn.